# Ґолюбе-Венжевські
Ґолюбе-Венжевські (пол. Golubie Wężewskie, нім. Groß Gollubien) — село в Польщі, у гміні Ковале-Олецьке Олецького повіту Вармінсько-Мазурського воєводства.
Населення — 71 особа (2011).
У 1975-1998 роках село належало до Сувальського воєводства.

## Демографія
Демографічна структура станом на 31 березня 2011 року:
|          | Загалом | Допрацездатний вік | Працездатний вік | Постпрацездатний вік |
| -------- | ------- | ------------------ | ---------------- | -------------------- |
| Чоловіки | 36      | 2                  | 28               | 6                    |
| Жінки    | 35      | 5                  | 19               | 11                   |
| Разом    | 71      | 7                  | 47               | 17                   |